# Рязайкино
 Рязайкино — село в Базарно-Карабулакском районе Саратовской области в составе городского поселения Свободинское муниципальное образование.

## География
Находится на расстоянии примерно 16 километров по прямой на восток-северо-восток от районного центра поселка Базарный Карабулак.

## История
Официальная дата основания 1687 год. В канун отмены крепостного права в деревне насчитывалось 55 дворов и 402 жителя. Помимо православия в Рязайкине также получило распространение старообрядчество (спасово согласие). В 1910 году в Рязайкине в 154 домохозяйствах проживало 950 человек. В послевоенные годы с началом укрупнения хозяйств село стало отделением колхоза «Дружба» с центральной усадьбой в Казанле. В настоящее время от некогда большого села осталось лишь пара дворов и несколько жителей. Дома в основном стоят заброшенные и постепенно разбираются на стройматериалы.
До 2018 года входило в Хватовское муниципальное образование.

## Население
Постоянное население составляло 12 человек в 2002 году (мордва 75 %), 3 в 2010.